# Safia Ketou
Rabhi Zohra más conocida por su seudónimo Safia Ketou, (Aïn Séfra, 15 de noviembre de 1944 - Argel, 29 de enero de 1989) fue una escritora, poetisa y escritora argelina, una de las más destacadas escritoras de su país en la época posterior a la independencia argelina de Francia y la primera escritora de ciencia ficción en Argelia.

## Biografía
Rabhi Zohra nació en 1944, en Aïn Séfra, en la provincia de Naâma, en Argelia. Fue profesora de enseñanza primaria desde 1962 hasta 1969, cuando decidió mudarse a la capital Argel. Allí se convirtió en periodista y trabajó para varios periódicos importantes de la ciudad, como el APS (Servicio de Prensa de la Argelia), Horizon y Algérie Actualité.
Mientras se desarrollaba como periodista, Safia conoció a varios escritores y ya siendo poetisa en ese momento, comenzó a aventurarse en escribir obras de teatro, cuentos y novelas, principalmente de ciencia ficción. Safia fue la primera escritora argelina en escribir historias de ciencia ficción. Su escritura está cargada de los sentimientos post-independencia del país en 1962. Sus temas varían entre el amor, la política, el patriotismo, la ciencia ficción y diversas cuestiones sociales; sus textos también contienen muchos elementos autobiográficos. Fue miembro de la Unión de Escritores Argelinos.
Escribió también varios libros infantiles en una serie llamada Rose Des Sable. Su colección de poesía, llamada Amie Cithar, fue publicada en 1979. Una pieza, titulada Asma, fue escrita durante el mismo año. Su colección de cuentos de ciencia ficción, La Planète Mauve et Autres Nouvelles, fue publicada en 1983. En Canadá fue publicada como The Mauve Planet. Esta colección contiene varias historias que tienen lugar en el espacio, desafiando el tiempo y espacio, en lugares míticos y pueblos extraños.

## Muerte
Safia Ketou se suicidó el 29 de enero de 1989 en Argel, al saltar desde el puente sobre el Boulevard Che Guevara, cerca de la sede de la APS. Murió a la edad de 44 años y fue sepultada en el cementerio de Sidi Boudjemaa, en Aïn Séfra.

## Obras publicadas
- Rose Des Sable
- Amie cithare (poesía) 1979
- Asma
- La Planète mauve et autres nouvelles (cuentos) 1983[4][1][2]